# Zhemgang (huyện)

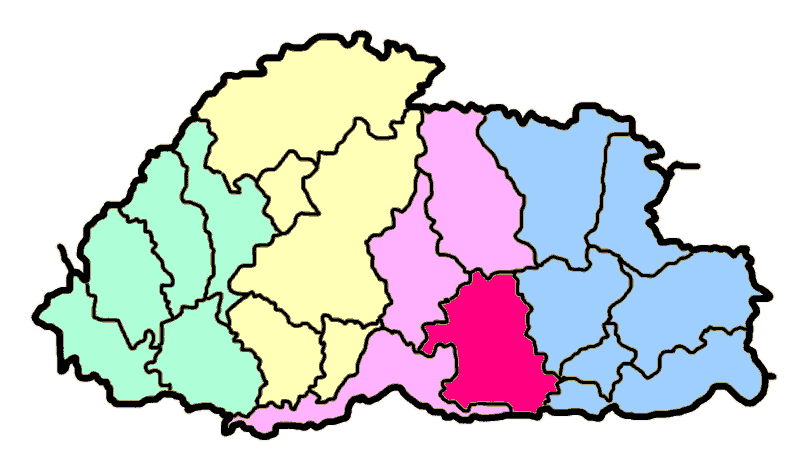
Vị trí huyện Zhemgang ở Bhutan

Zhemgang Dzongkhag གཞལམ་སྒང་རྫོང་ཁག་, tên trước đây Shemgang, là một trong 20 huyện của Bhutan. Huyện này giáp Sarpang, Trongsa, Bumthang, Mongar và Samdrup Jongkhar, giáp Assam của Ấn Độ về phía nam.
Kể từ thập niên 1990, Mặt trận thống nhất giải phóng Asom đã duy trì các căn cứ du kích ở các vùng rừng phía nam Zhemgang và từ đó tấn công các mục tiêu ở Ấn Độ và sau đó vượt qua biên giới. Cuối năm 2003, vua Jigme Singye Wangchuck đã chỉ huy quân đội Bhutan đánh dẹp trên quy mô lớn quân du kích ra khỏi khu vực. Do ruit ro giao chiến, du khách chưa được phép thăm Zhemgang.
Zhemgang gồm 8 gewog:
- Bardho Gewog
- Bjoka Gewog
- Goshing Gewog
- Nangkor Gewog
- Ngangla Gewog
- Phangkhar Gewog
- Shingkhar Gewog
- Trong Gewog